# Kamtjärnen (Burträsks socken, Västerbotten)
Kamtjärnen är en sjö i Skellefteå kommun i Västerbotten och ingår i Sävaråns huvudavrinningsområde.